# Rhizophlyctis variabilis
Rhizophlyctis variabilis är en svampart som beskrevs av Karling 1968. Rhizophlyctis variabilis ingår i släktet Rhizophlyctis och familjen Spizellomycetaceae.   Inga underarter finns listade i Catalogue of Life.